# Kunstnerblod
Kunstnerblod (originaltitel Âme d'artiste) er en fransk stumfilm fra 1924 af Germaine Dulac.

## Medvirkende
- Iván Petrovich som Herbert Campbell
- Nicolas Koline
- Mabel Poulton som Helen Taylor
- Yvette Andréyor som Mrs. Campbell
- Henry Houry som Stamford
- Jeanne Bérangère
- Félix Barre
- Gina Manès